# Eusynstyela grandis
Eusynstyela grandis är en sjöpungsart som beskrevs av Kott 1985. Eusynstyela grandis ingår i släktet Eusynstyela och familjen Styelidae. Inga underarter finns listade i Catalogue of Life.